# Pseudoleptomesochra typica
Pseudoleptomesochra typica är en kräftdjursart som beskrevs av Lang 1965. Pseudoleptomesochra typica ingår i släktet Pseudoleptomesochra och familjen Ameiridae. Inga underarter finns listade i Catalogue of Life.